# Fernando Mendiluce
Fernando Mendiluce Maisonave, nacido el 26 de mayo de 1966 en Pamplona (Navarra, España). Es hijo de Santiago Mendiluce quien fuera campeón de España y mundialista, así como presidente de la Federación Navarra de Pelota entra 1968 y 1977.
Es un ex pelotari español que fue seleccionado para disputar los Juegos Olímpicos de Barcelona en la modalidad de paleta cuero en trinquete. En dichos juegos la pelota vasca formó parte como deporte de exhibición, en la que se disputaron diversas modalidades. Formó parte junto a sus compañeros Altadill I, Javier Ubanell y Peio Egaña, logrando finalmente la medalla de plata tras la selección de Argentina.
También fue seleccionado para disputar los Campeonatos del Mundo de Pelota, disputados en 1990 en La Habana, logrando la plata, en 1994 en Bayona, llevándose el bronce y en 1998 en México, si bien en esta ocasión no alcanzó ningún metal.
A nivel nacional logró los Campeonatos de España Juvenil en 1983 y los absolutos en 1995, 1996 y 1997.